# Кољска ултрадубока бушотина
69° 23′ 46″ N 30° 36′ 31″ E / 69.39611° С; 30.60861° И
Кољска ултрадубока бушотина (рус. Кольская сверхглубокая скважина, СГ-3) најдубља је потпуно вештачка бушотина на свету. Налази се на неких десетак километара западно од града Запољарни на крајем северозападу европског дела Руске Федерације, односно на северозападу њене Мурманске области (Печеншки рејон).
Дубина бушотине је 12.262 метра, дијаметар површинског дела је 92 центиметра, односно 21,5 центиметара на дну. Бушотина је направљена са циљем детаљнијих научних истраживања земљине коре, а направљена је на месту где је удаљеност између Мохоровичићевог дисконтинуитета и литосфере најмања. Пројекат је званично започео 24. маја 1970. на дан обележавања стоте годишњице Лењиновог рођендана. На бушотини је својевремено радило чак 16 научно-истраживачких лабораторија, а сам пројекат је лично надзирао тадашњи совјетски министар рударства и геологије.
Бушење првих 7.000 метара кроз чврсте гранитне стене текло је по плану и без већих одступања, а први проблеми су се појавили при уласку у растреситије слојеве литосфере због чега је долазило до честих урушавања. Дана 6. јуна 1979. Кољска бушотина премашила је дубину од 9.583 метра колико је имала до тада најдубља бушотина Берта Роџерс у Оклахоми. Иако је примарни циљ пројекта било достизање дубине од 15.000 метара, бушење је окончано на дубини од 12.262 метра колико је достигнуто крајем 1989. године. Због недостатка финансијских средстава пројекат је званично напуштен 2006. године, а две године касније напуштен је и сам локалитет који се данас налази у фази пропадања.